# 宋振铎
宋振铎（1945年—），汉族，中华人民共和国政治人物、第十一届全国政协委员。
加入中国共产党，担任解放军总装备部炮兵防空兵装备技术研究所高级工程师。2008年，当选第十一届全国政协委员，代表科学技术界，分入第三十一组。